# Ефект рампи
Ефект рампи — це феномен, коли люди мають тенденцію вірити в те, що їх помічають більше, ніж це є насправді. З урахуванням того, що кожна людина є центром свого світу, точна оцінка, наскільки її помічають інші є досить рідкісною. Ефект рампи був вперше задокументований в 1999 році, коли Томас Гілович та Кеннет Савіцькі надали йому визначення. Обґрунтування ефекту рампи походить з тенденції людини забувати, що хоча вона і є центром власного світу, вона не є центром світів інших людей. Ця тенденція особливо виражена, коли людина робить щось нетипове. Дослідження науково довели, що значна переоцінка власного впливу на інших є надзвичайно поширеною. Багато соціальних психологів підштовхують людей бути більш свідомими цього ефекту та враховувати його вплив у своїй оцінці власної соціальної відомості.

## Історія
Сам термін «ефект рампи» був запропонований Томасом Гіловичем та Кеннетом Савіцьким, а перша публікація була в журналі Current Directions in Psychological Science в 1999 році. Але хоча це і був перший випадок назви ефекту,  він був вже описаний раніше — до 1999 року були і інші дослідження феноменів, схожих на ефект рампи, описані Гіловичем та Савіцьким. Сам Гілович вивчав цей феномен тривалий час і написав інші наукові роботи за роки до цієї публікації з Савіцьким, але саме у цій роботі він поєднав різні ефекти, які спостерігав раніше, для опису ефекту рампи. 
Гілович також був не єдиним, хто помітив ефект рампи. Наприклад, Девід Кенні та Белла ДеПауло здійснили дослідження щодо того, чи знають люди, як їх оцінюють інші. Вони думали, що для оцінки думок інших про себе люди візьмуть за основу власні спостереження про себе, а не отриманий зворотній зв'язок. Дослідження показали, що погляди людей щодо думок інших про них є плаваючими, на відміну від того, що інші насправді думали.

### Зв'язки з іншими психологічними концепціями
Ефект рампи вважається продовженням деяких психологічних феноменів. Серед них:
- феномен якорування та коригування, який передбачає, що людина використає як якір (прив'язку) власне внутрішнє почуття занепокоєності та пов'язану з ним само-презентацію, потім недостатньо скоригує це на факт, що інші не так свідомі тих почуттів, як вони самі. Як наслідок, вони переоцінюють рівень очевидності їх занепокоєння іншим. Зокрема, Кларк та Веллс (1995) припускають, соціально-фобійні люди включаються в соціальні ситуації в підвищеному стані само-фокусу, тобто з підвищеного емоційного якоря. Цей стан само-фокусу заважає таким людям відставити публічне та приватне само-знання та сфокусуватися на завданні.[5]
- ефект хибного консенсусу, який виникає, коли людина переоцінює наскільки інші люди поділяють їх думки, ставлення та поведінку. Це веде до хибного висновку, який піднімає власну самооцінку. Ефект хибного консенсусу є протилежним до ефекту хибної унікальності, який, відповідно, є тенденцією недооцінювати наскільки інші люди поділяють позитивні ставлення та поведінку. Обидва ці ефекти можуть бути застосовані до ефекту рампи.[5]
- упередження я-як-ціль ще один дуже близький до ефекту рампи феномен, який описує схильність людини вірити, що події непропорційно спрямовані на нього. Наприклад, коли студент не підготувався до семінару як слід, він може почати панікувати і думати, що його викличуть саме тому, що він не готовий, якось про це дізнавшись.[6][7]
- ілюзія прозорості — тенденція людей переоцінювати ступінь того, наскільки їх власний ментальний стан відомий іншим. Інше виявлення ілюзії прозорості — це тенденція людей переоцінювати, наскільки добре вони розуміють ментальний стан інших. На це когнітивне упередження дещо схожа  ілюзія асиметричної прозорливості, коли люди думають, що знають інших краще, ніж інші — них самих.[5]

### Соціальна оцінка та виразність
При соціальній оцінці, на рівень вираженості ефекту рампи впливає збентеження. Дослідження Гіловича, Крюгера та Медвеча виявили, що в ситуаціях, де збентеження є фактором Наприклад, збентежуюча футболка), людина в більшій мірі відчуває ефект рампи. Момент виявлення збентежуючої ситуації також відіграє роль у силі ефекту рампи: якщо виявлення негайне (наприклад, як тільки людина побачила негарну пляму на футболці, це одразу помітили інші), ефект рампи починає відігравати сильнішу роль у сценаріях прийняття рішень. Якщо ж інші негайно не помітили, то ефект рампи з перебігом часу зменшується.
Іншими аспектами соціальної оцінки, які зазнають впливу ефекту рампи, є виразність ідей та важливих внесків всередині групи. Людина має тенденцію до переоцінки величини їх впливу на своє оточення. Людина думає, що її внесок до групи є більш важливим, ніж внесок інших членів групи, і що інші члени групи поділяють цю думку.

### Дії та сприйняття
Дії людей та їх переконання щодо того, як їх дії сприймають інші, також відіграють важливу роль у дослідженнях ефекту рампи. Гілович, Медвеч та Савіцькі досліджували цю ідею глибше і з'ясували спільну деталь для комунікацій, що відбуваються у великих групах, члени яких взаємодіють між собою. У таких групах, наприклад навчальний семінар чи спортивне змагання, увага розподілена між фокусуванням на певній людині та діяльністю групи в цілому. Але нездатність людини виявити цей розподіл уваги призводить до того, що вона переоцінює ймовірність того, що інші учасники групи погано її сприймуть.
А той же час, Гілович, Медвеч та Савіцькі на підставі своїх досліджень дійшли висновку, що в ситуаціях, коли серед спостерігачів є учасники, чия функція — спостерігати, сила ефекту рапми не переоцінюється, тому що фокус спостерігачів дійсно на людині, яка щось робить.